# 女のまごころ
「女のまごころ」（おんなのまごころ）は、1999年2月17日に発売された藤あや子の13枚目のシングル。

## 解説
- カップリング曲「恋夢語」は、NHK『コメディーお江戸でござる』のオリジナル・ソングとして歌唱された楽曲。

## 収録曲
1. 女のまごころ (4分48秒)
作詞：三浦康照／作曲：水森英夫／編曲：前田俊明
2. 恋夢語 (3分43秒)
作詞・作曲：小野彩／編曲：新田高史
3. 女のまごころ（オリジナル・カラオケ）
4. 恋夢語（オリジナル・カラオケ）